# Microsoft Write
Microsoft Write es un procesador de texto básico incorporado junto con Windows 1.0 hasta en Windows NT 3.51, siendo reemplazado por WordPad en Windows 95.
En su primera versión soportaba únicamente el formato de archivo Write (.wri), hasta que con la llegada de Windows 3.0 se comenzó a darle soporte a los ficheros de tipo Word (.doc), y posteriormente, con Windows 3.1 a OLE; a lo largo de su vida útil no recibió demasiadas actualizaciones.
Puesto que es un procesador de texto, Write ofrece características adicionales que no se encuentran en editores de texto sin formato como el Bloc de Notas; entre ellos, la posibilidad de alternar la tipografía en ciertas áreas del documento, el justificado de párrafos, entre otros aspectos visuales.

## Otras plataformas

### Atari ST
En 1986, Atari anunció un acuerdo con Microsoft para traer Microsoft Write al Atari ST.
A diferencia de las versiones de Windows, Microsoft Write para Atari ST era la versión 1.05 de Microsoft Word lanzada para el Apple Macintosh durante la década de los 80 y principios de los 90. Aunque fue anunciado en 1986, debido a varios retrasos, no fue lanzado hasta 1988, no siendo actualizado desde su lanzamiento. 
Write para Atari fue comercializado a un precio de US$129.95, y fue uno de los dos procesadores de texto de altas prestaciones, junto a WordPerfect, para la plataforma de Atari. Aunque este último salió pronto del mercado debido a la alta tasa de piratería entre los usuarios de Atari.

### Macintosh
En octubre de 1987, Microsoft lanzó Microsoft Write para Macintosh. La versión para la plataforma de Apple era una versión limitada de Word, con la cual la compañía de Redmond esperaba sustituir al anticuado MacWrite en el mercado de los procesadores de texto en Macintosh. Esta versión era completamente compatible con Word, lo que permitía compartir ficheros entre ambos programas sin ningún problema.
Write no tuvo una buena recepción comercial, por lo que fue descontinuado tras System 7.